# Dimidamus dimidiatus
Espèce
Synonymes
- Nicodamus dimidiatus Simon, 1897

Dimidamus dimidiatus est une espèce d'araignées aranéomorphes de la famille des Nicodamidae.

## Distribution
Cette espèce est endémique d'Australie. Elle se rencontre dans le Sud-Est du Queensland et dans le Nord-Est de la Nouvelle-Galles du Sud.

## Description
Le mâle décrit par Harvey en 1995 mesure 4,95 mm et la femelle 5,70 mm.

## Publication originale
- Simon, 1897: Description d'arachnides nouveaux. Annales de la Société Entomologique de Belgique, vol. 41, p. 8-17 (texte intégral).